# Renata Gosławska
Renata Gosławska także jako Renia Gosławska (ur. 28 kwietnia 1982 w Międzyrzeczu) – polska aktorka. 

## Życiorys
W roku 2001 ukończyła szkołę muzyczną II stopnia w Szczecinie. W 2005 roku została absolwentką Studium Wokalno-Aktorskiego im. Danuty Baduszkowej spektaklem dyplomowym "Fame – Sława", w którym wcieliła się w rolę Sereny. Obecnie na stałe związana z Teatrem Muzycznym w Gdyni i Operą na Zamku w Szczecinie.
Debiut teatralny odbył się w 2001 roku w Operze na Zamku, gdzie zagrała rolę Smarkatej w musicalu West Side Story (reż. Leszek Czarnota).

## Filmografia
- 2005: Sąsiedzi – dwie role: 
  - konferansjerka w klubie „Apollo” (odc. 68)
  - Weronika Gembacz (odc. 80)

- 2005: Lokatorzy – uczestniczka kursu tańca (odc. 210)
- 2018–2019: Za marzenia – Agata, partnerka Ingi
- 2018: Nina – kobieta „Irys”
- 2018: 1983 – archiwistka w Ministerstwie Zdrowia (odc. 6)
- 2019: 39 i pół tygodnia – klientka Festera (odc. 3)
- 2020: Osiecka (odc. 9)
- 2020: M jak miłość – Karolina, matka Laury (odc. 1497, 1521)
- 2021: Piękni i bezrobotni – menadżerka klubu (odc. 9)
- 2021: Komisarz Alex – Joanna Falska (odc. 202)
- 2023: Skazana – klawiszka

## Kariera teatralna
- Hunyak, Liz June – Chicago (reż. Maciej Korwin 2001)
- Rybak, Obibok – Pinokio (reż. Bernard Szyc 2003)
- Kelnerka w kasynie – Dracula (reż. Maciej Korwin 2004)
- "Roxi Bar" – asystentka reżysera (reż. A.Kękuś 2004)
- Śmierć – Janosik, czyli na szkle malowane (reż. Krystyna Janda 2004)
- Angelika – Pierścień i róża (reż.Andrzej F. Rozhin 2004)
- "Klatka wariatek" (reż. Maciej Korwin 2006)
- Błogosławieni pieśni gospel (reż. Renia Gosławska 2006)
- Wendy Jo – Footloose (reż. Maciej Korwin 2006)
- "Szach i papuga" – choreografia (2006)
- Lois Lane – Bianka Minola, oraz zespół teatru Freda i przygotowanie wokalne – Kiss me, Kate (reż. Maciej Korwin 2006)
- Two Women – Kiss me, Kate (premiera zagraniczna) (reż. Maciej Korwin 2006)
- Carmen-Fame (reż. Jarosław Staniek 2007)
- Pacyfika-Francesco (reż. Wojciech Kościelniak 2007)
- Danuta Baduszkowa, oraz przygotowała wokalnie chór – Bankiet muzyczny nocą (2007)
- "Niech no tylko zakwitną jabłonie" – przygotowanie wokalne (2008)
- "Skrzypek na dachu" (reż. Jerzy Gruza 2008)
- Maureen – Rent (reż. Andrzej Ozga 2008)
- Gwiazdka w muzycznym – reżyseria i przygotowanie wokalne (2008)
- My fair lady (reż. Maciej Korwin 2009)
- Izabela Łęcka – Lalka (reż. Wojciech Kościelniak 2010)
- Zagrała również w Wichrowych wzgórzach i w Scroogu. Stworzyła chór „Szkoda Gadać” sławiący historię dzieła Danuty Baduszkowej z okazji Jubileuszu TM w Gdyni.

Brała udział w Sopot Festival 2006 jako aranżer i wykonawca. Uczestniczyła w programie "Przebojowe Polki". Wystąpiła w serialach: "Sąsiedzi", "Lokatorzy", "Magiczne drzewo", "Za marzenia". Prowadzi zajęcia dla dzieci i młodzieży w Teatrze Junior działającym przy Teatrze Muzycznym w Gdyni. Dubbingowała w bajkach dla dzieci. W wakacje 2008 poświęciła swój czas na pracę z dziećmi z domu dziecka podczas akcji "Lato w Teatrze". Bezinteresownie pomaga innym.

## Nagrody
- 2007: Nagroda Prezydenta Gdyni za realizację spektaklu "Błogosławieni.Pieśń Gospel" oraz za rolę Bianki w musicalu "Kiss me, Kate"
- 2009: Nagroda Dyrektora Teatru Muzycznego w Gdyni z okazji Międzynarodowego Dnia Teatru za całokształt działalności

## Light of Love
Stworzyła chór Light of Love w 2005, którego była również kierownikiem muzycznym. Ideą chóru było zarażanie ludzi radością, entuzjazmem i spontanicznością w wyrażaniu wiary. W 2006 stworzyła projekt Błogosławieni pieśni gospel, który był wystawiany między innymi na deskach TM w Gdyni. Zespół składał się z 15-osobowego chóru oraz siedmioosobowego zespołu muzyków. Chór występował również w kościołach, na Warsaw Gospel Days, I Stargard Gospel Days w Stargardzie Szczecińskim i na Międzynarodowym Festiwalu Muzyki Gospel w Osieku.